# Хайош, Альфред
А́льфред Ха́йош (венг. Hajós Alfréd; 1 февраля 1878[…], Будапешт — 12 ноября 1955[…], Будапешт) — венгерский архитектор и пловец, двукратный чемпион первых летних Олимпийских игр 1896 года и первый победитель Олимпиады от Венгрии. Также он занимался лёгкой атлетикой и футболом.

## Биография
Альфред Хайош родился 21 февраля 1878 года в Будапеште и получил имя Арнольд Гуттманн (нем. Guttmann Arnold). В тринадцатилетнем возрасте Арнольд видел, как его отец утонул в Дунае. После этого он начал заниматься плаванием, а позднее сменил своё имя на Альфред Хайош, что в переводе с венгерского означает «моряк», чтобы помочь своей плавательной карьере.
В 1895 году Хайош выиграл 100-метровую дистанцию вольным стилем на чемпионате Венгрии и Европы по плаванию, повторив успех в следующем году. Он занимался также лёгкой атлетикой, среди его достижений были победы на чемпионате страны в беге на 100 м, на 400 м с барьерами и метании диска. Кроме того, Хайош играл в футбол в национальных чемпионатах с 1901 по 1903 год и был футбольным тренером в 1906—1908 годы.
В 1896 году Хайош участвовал в летних Олимпийских играх в Афинах, где выиграл в двух заплывах — вольным стилем на 100 м (результат 1.22,2) и 1200 м (результат 18.22,2.), а заплыв на 500 м он решил пропустить.
Соревнования проводились в открытом море, а не в бассейне. 18-летний Альфред Хайош стал первым олимпийским чемпионом по плаванию и самым молодым победителем первых Олимпийских игр
современности.
Во время Олимпиады в Афинах Хайош был студентом и занимался архитектурой. Он получил разрешение участвовать в Играх, но не сразу, и поэтому первое время руководители учебного заведения были им недовольны.
Завершив обучение в Будапештском университете, Хайош стал успешным архитектором. Он разрабатывал проекты жилых, общественных и индустриальных зданий. Но предпочтение отдавал спортивным сооружениям.
В Париже за проект стадиона в Конкурсе искусств на летних Олимпийских играх 1924 года Альфред Хайош и его соавтор Дежё Лаубер получили серебряную медаль. Золотая медаль в номинации «архитектура» не присуждалась.
По проектам Хайоша в Будапеште было построено несколько спортивных зданий. Кроме того, он оказался талантливым журналистом и возглавлял редакцию «Шпортхирлап» — первого в Венгрии еженедельника, целиком посвящённого спорту.
Лауреат Премии имени Миклоша Ибля по архитектуре.
Память о спортивных достижениях Альфреда Хайоша отражена в Зале славы мирового плавания и Международном еврейском спортивном зале славы (по национальности Хайош был евреем).
Младший брат Альфреда Хенрик Хайош (1886—1963) также занимался плаванием и выиграл золото в эстафете 4×250 м вольным стилем на внеочередных Играх 1906 года в Афинах.